# Сиситон
Сиситон или Сисетон е едно от четирите основни племена на източните сиукси или дакота известни също и като сантии-дакота. Останалите три племена са мдевакантон, вахпекуте и вахпетон. Името сиситон е съкратено от сиситонуан, което означава Село на езерото (с много риба).

## Население
Луис и Кларк през 1804 г. оценяват брой на войните им на 200 или около 800 души общо. През 1853 г. са преброени общо 2500 сиситон разделени в две подразделения – горни и долни. Горните сиситон с някои янктонаи живеят около езерото Биг Стоун и около езерото Травърс. Долните сиситон също използват този район, но основните им лагери са разположени близо до устието на Блу Еърт Ривър в района на днешния Манкато. През 1886 г. комбинираното население на сиситон и вахпетон в резервата Лейк Травърс е 1496 души, а през 1909 г. 1936 в агенцията Сиситон в Североизточна Южна Дакота, и още 980 сиситон, вахпетон и пабакса в Северна Дакота.

## Подразделения
Зебюлон Пайк (1811) и Стивън Лонг (1824) споменават две подразделения на племето:
- Миакечакеса (същински сиситон)
- Кара

Стивън Р Ригс в писмо до Джеймс Оуен Дорси през 1882 г. дава следните подразделения:
- Чаншдачикана
- Тизаптан
- Окопея
- Амдоуапускияпи
- Басдечешни
- Капожа
- Охдихе

Едуард Ашли в писмо до Дорси през 1884 г. дава предните и добавя още:
- Уитауазиятаотина
- Итокахтина
- Кахмиатонуан
- Манити
- Кезе
- Чанкуте

Списък на подразделенията от Дорси:
- Уитауазиятаотина – Обитатели на северния остров
  - Охдихе
- Басдечешни – Не разделят (тялото на бизон) с нож
  - Итокахтина – Обитатели на юга (итокага – юг)
- Кахмиатонуан – Село на завоя (кахмин – завой на река)
  - Манити – Далечен лагер (Тези, чиито лагер е далеч от селото)
  - Кезе
- Чанкуте – Стрелящи в горите
- Тизаптан – Пет типита
  - Окопея – В опасност
- Капожа – Малко багаж (Тези, които пътуват с малко багаж)
- Амдоуапускияпи – Сушат на раменете (Тези, които сушат месо на раменете си по време на лов)[1][3]